# 숲 (텔레비전 채널)
숲(SOOP)은 대한민국의 e스포츠 채널이다. 전 채널명은 SBS와 SOOP이 2018년 11월 1일 공동 설립한 합작법인 겸 e스포츠 채널인 SBS AfreecaTV이다. 현재는 IPTV에서만 시청 가능하며, 추후 WAVVE나 티빙 등을 통해 서비스할 예정에 있다.